# 1906 Naef
1906 Naef este un asteroid din centura principală, descoperit pe 5 septembrie 1972 de Paul Wild.